# Деятели революционного движения в России
«Деятели революционного движения в России: Био-библиографический словарь: От предшественников декабристов до падения царизма» — биобиблиографический словарь, посвящённый деятелям революционного движения в Российской империи, издававшийся в 1927—1934 годах издательством Всесоюзного общества политических каторжан и ссыльно-поселенцев под редакцией Ф. Я. Кона, Б. П. Козьмина, В. И. Невского, И. А. Теодоровича и др.

## Издание
По словам составителей, они стремились охватить «всех участников революционного движения, с краткими о них биографическими сведениями, с указанием главнейших источников для их изучения, независимо от удельного веса революционера в той или иной партии». Словарь был разбит на тома по хронологическому принципу, социал-демократы были выделены отдельно. Внутри каждого тома статьи были упорядочены по алфавиту. Завершить издание не удалось в связи со сменой политической ситуации в стране. Общее число статей — 17 809.
Составители: I и II тома — А. А. Шилов и М. Г. Карнаухова; III том — M. M. Клевенский, Е. Н. Кушева, А. А. Шилов, Р. М. Кантор, П. Г. Любомиров; IV том — Э. А. Корольчук и Ш. М. Левин.

## Данные
- Деятели революционного движения в России : Био-библиографический словарь : От предшественников декабристов до падения царизма : [в 5 т.] / под ред. Ф. Я. Кона [и др.]. — М.: Изд-во Всесоюзного общества политических каторжан и ссыльно-поселенцев, 1927—1934.
- Т. 1. От предшественников декабристов до конца «Народной воли».
  - Ч. 1. От конца XVIII в. до 50-х г.г. XIX в. — 1927. — XXXVIII с., 222 стб. (на РГБ)
  - Ч. 2. Шестидесятые годы. — 1928. — XVI с., 496 стб. (на РГБ)
- Т. 2. Семидесятые годы.
  - Вып. I. А — Е. — 1929. — XXV с., 406 стб. (на РГБ)
  - Вып. II. Ж — Л. — 1930. — стб. 407—836. (на РГБ)
  - Вып. III. М — Р. — 1931. — стб. 837—1384. (на РГБ)
  - Вып. IV. С — Я. — 1932. — стб. 1385—2156. (на РГБ)
- Т. 3. Восьмидесятые годы.
  - Вып. I. А — В. — 1933. — XVII с., 690 стб. (на РГБ)
  - Вып. II. Г — З. — 1934. — стб. 691—1580. (на РГБ)
- Т. 5. Социал-демократы. 1880—1904
  - Вып. I. А — Б. — 1931. — XXVII с., 582 стб. (на РГБ)
  - Вып. II. В — Гм. — 1933. — стб. 584—1310. (на РГБ)